# Karel Nováček (hudebník)
Karel Nováček, také Karl Novacek, (12. července 1868 Bela Crkva – 1929 Budapešť?) byl violoncellista, dirigent a vojenský kapelník českého původu.

## Život

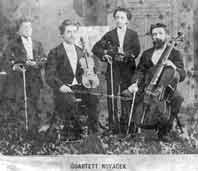
Nováčkovo kvarteto

Pocházel z hudební rodiny Nováčků. Jeho otec, Martin Nováček, pocházel z Horažďovic, vystudoval Varhanickou školu v Praze, ale usadil se v Temešváru, kde byl sbormistrem v pravoslavném chrámu, dirigentem Filharmonické společnosti a ředitelem místní hudební školy. Hudební vzdělání tak získal v rodině. Od svých devíti let hrál na violoncello v kvartetu, který vytvořil otec s ještě dalšími dvěma bratry Rudolfem a Otakarem.
V letech 1890–1893 byl Karel Nováček kapelníkem rakouského pěšího pluku č. 61. v Petrovaradínu, a poté ve vojenské kapele 71. pěšího pluku v Egeru. Od roku 1897 působil jako první violoncellista na Královské opery v Budapešti, kde setrval až do odchodu do důchodu. Zemřel v roce 1929, ve stejném roce jako jeho bratr Rudolf.